# Pavlovčani
 Pavlovčani  falu Horvátországban Zágráb megyében. Közigazgatásilag Jasztrebarszkához tartozik.

## Fekvése
Zágrábtól 27 km-re délnyugatra, községközpontjától 3 km-re északkeletre fekszik. 

## Története
A település Szent Pál kápolnáját már 1334-ben említi a zágrábi káptalan statutuma, ebben a település maga "Broconoua" alakban szerepel. A kápolna a Rakički-hegyen állt az 1668-ban épített mai kápolna helyén, melynek építtetője a hegy birtokosa Juraj Rakić volt. A család nevét egy 1423-as adománylevél is megemlíti. 
A falunak 1857-ben 140, 1910-ben 230 lakosa volt. Trianon előtt Zágráb vármegye Jaskai járásához tartozott. 2001-ben 280 lakosa volt. 

## Lakosság
| Lakosság változása | Lakosság változása | Lakosság változása | Lakosság változása | Lakosság változása | Lakosság változása | Lakosság változása | Lakosság változása | Lakosság változása | Lakosság változása | Lakosság változása | Lakosság változása | Lakosság változása | Lakosság változása | Lakosság változása |
| ------------------ | ------------------ | ------------------ | ------------------ | ------------------ | ------------------ | ------------------ | ------------------ | ------------------ | ------------------ | ------------------ | ------------------ | ------------------ | ------------------ | ------------------ |
| 1857               | 1869               | 1880               | 1890               | 1900               | 1910               | 1921               | 1931               | 1948               | 1953               | 1961               | 1971               | 1981               | 1991               | 2001               |
| 140                | 169                | 186                | 206                | 203                | 230                | 228                | 225                | 260                | 253                | 254                | 239                | 229                | 229                | 280                |

## Nevezetességei
Szent Pál apostol tiszteletére szentelt kápolnája a temetőben áll. A mai kápolna 1668-ban épült a középkori kápolna helyén. A négyszög alaprajzú hajóhoz csatlakozik az alacsony apszis. A kápolnának jellegzetes a félköríves kapuzata van, melynek zárókövét gyémánt alakú motívumokkal díszítették. Oltára 1643-ban készült, a legrégibb oltár a község területén. Nagyméretű oltárképén Szent Pál megtérése látható felül a galamb formájában ábrázolt Szentlélekkel. Alul egy felirat a található ismeretlen nemesi család címerével és kép készítési idejével az 1741-es évszámmal